# Adam Lowry
Adam Lowry (* 29. März 1993 in St. Louis, Missouri) ist ein US-amerikanisch-kanadischer Eishockeyspieler, der seit April 2013 bei den Winnipeg Jets in der National Hockey League (NHL) unter Vertrag steht. Das Team führt der Center seit September 2023 als Mannschaftskapitän an.

## Karriere

### Kindheit und Familie
Adam Lowry wurde in St. Louis geboren, als sein Vater Dave dort für die St. Louis Blues in der National Hockey League (NHL) aktiv war. Zudem lebte er, der Karriere seines Vaters folgend, in seiner Kindheit in Florida und Kalifornien und besitzt dadurch neben der kanadischen auch die Staatsbürgerschaft der Vereinigten Staaten. Im Jahre 2000 wechselte Dave Lowry zu den Calgary Flames, sodass die Familie nach Kanada zurückkehrte und Adam Lowry fortan in Calgary großgezogen wurde.
Sein Bruder, Joel Lowry (* 1991), ist ebenfalls Eishockeyspieler und wurde im NHL Entry Draft 2011 von den Los Angeles Kings an 140. Position ausgewählt. In der Saison 2015/16 debütierte er im Profibereich für die Ontario Reign in der American Hockey League (AHL).

### Swift Current Broncos
In Calgary spielte Lowry in den Jugendabteilungen der Calgary Bisons sowie der Calgary Rangers, ehe er im Bantam Draft 2008 der Western Hockey League von den Swift Current Broncos an 78. Stelle ausgewählt wurde. Zur Mannschaft stieß er allerdings ein Jahr später und kam in seiner Debütsaison 2009/10 auf 34 Scorerpunkte aus 61 Spielen. Zudem wurde ihm die Daryl K. (Doc) Seaman Trophy als der Spieler verliehen, der sportlichen und schulischen Erfolg am besten vereint. Mit dem Team Canada Pacific nahm er 2010 auch an der World U-17 Hockey Challenge teil und erreichte mit der Mannschaft dort den fünften Platz. Obwohl er während der Vorbereitung auf seine zweite Spielzeit in Swift Current am Pfeiffer-Drüsenfieber erkrankte, absolvierte er in der Saison 2010/11 66 Spiele und steigerte seine Scorerstatistik auf 45 Punkte. Ferner war er, wie im Vorjahr, der Nominierte der Eastern Conference für die Daryl K. (Doc) Seaman Trophy, konnte sich jedoch nicht gegen Colin Smith aus der Western Conference durchsetzen. Im anschließenden NHL Entry Draft 2011 wählten ihn die Winnipeg Jets an 67. Position aus.
Nachdem Lowry einen Großteil der Spielzeit 2011/12 aufgrund einer Handgelenksverletzung verpasst hatte, schaffte er im darauf folgenden Jahr seinen Durchbruch und erzielte in 72 Spielen herausragende 88 Scorerpunkte. Aufgrund dieser Leistung wurde er zum mit der Four Broncos Memorial Trophy zum besten WHL-Spieler des Jahres gekürt und zudem ins First All-Star Team der Eastern Conference der WHL gewählt. Darüber hinaus sorgte er damit bei den Winnipeg Jets für Aufmerksamkeit, die ihn direkt nach Ende der WHL-Saison mit einem Einstiegsvertrag ausstatteten.

### Winnipeg Jets
Die Winnipeg Jets gaben ihn direkt an die St. John’s IceCaps, ihr Farmteam aus der AHL, ab. Dort beendete er die Saison 2012/13 mit neun Einsätzen und etablierte sich im Laufe der Folgesaison als regelmäßiger Torschütze (17) und Vorlagengeber (16). In den Calder-Cup-Playoffs erreichten die IceCaps das Finale, unterlagen dort jedoch den Texas Stars (1:4).
Seit Beginn der Saison 2014/15 steht Lowry fest im NHL-Aufgebot der Jets. Im April 2021 unterzeichnete er einen neuen Fünfjahresvertrag in Winnipeg, der ihm ab der Spielzeit 2021/22 ein durchschnittliches Jahresgehalt von 3,25 Millionen US-Dollar einbringen soll. Im Rahmen der Weltmeisterschaft 2022 kam Lowry zudem zu seinem Debüt in der kanadischen Nationalmannschaft und gewann mit dem Team die Silbermedaille.
Im September 2023 wurde Lowry zum neuen Mannschaftskapitän der Jets ernannt und trat dabei die Nachfolge von Blake Wheeler an.

## Erfolge und Auszeichnungen
- 2010 Daryl K. (Doc) Seaman Trophy
- 2013 Four Broncos Memorial Trophy
- 2013 WHL East First All-Star Team

### International
- 2022 Silbermedaille bei der Weltmeisterschaft

## Karrierestatistik
Stand: Ende der Saison 2024/25

### International
Vertrat Kanada bei:
- World U-17 Hockey Challenge 2010
- Weltmeisterschaft 2022

(Legende zur Spielerstatistik: Sp oder GP = absolvierte Spiele; T oder G = erzielte Tore; V oder A = erzielte Assists; Pkt oder Pts = erzielte Scorerpunkte; SM oder PIM = erhaltene Strafminuten; +/− = Plus/Minus-Bilanz; PP = erzielte Überzahltore; SH = erzielte Unterzahltore; GW = erzielte Siegtore; 1 Play-downs/Relegation; Kursiv: Statistik nicht vollständig)